# Gasparo Pratoneri
Gasparo Pratoneri, surnommé Spirito da Reggio, est un prêtre italien et compositeur de la Renaissance, actif dans les années 1556-1559, et rattaché à San Prospero, à Reggio d'Emilie,,.
Il fut l'instructeur de musique du compositeur aristocrate Alfonso Fontanelli.
Pratoneri est souvent confondu avec son contemporain Hoste da Reggio, ou Bartolomeo Torresano, dont les republications posthumes de ses œuvres sont attribuées à "Spirito L'Hoste", bien que Torresano n'ait jamais été désigné ainsi de son vivant.